# Línea N202 (Interurbanos Madrid)
La línea N202 de la red de autobuses interurbanos de Madrid une la terminal de autobuses del Intercambiador de Avenida de América con Torrejón de Ardoz y Alcalá de Henares.

## Características
Esta línea une a los habitantes de Torrejón de Ardoz y Alcalá de Henares con el Intercambiador de Avenida de América por las noches cuando dejan de prestar servicio las líneas diurnas. Su recorrido abarca tramos cubiertos por la línea 224 entre Madrid y Torrejón de Ardoz y la línea 824 entre Torrejón de Ardoz y Alcalá de Henares.
El tiempo de viaje es aproximadamente 20 minutos en llegar a Torrejón de Ardoz y 40 en llegar a Alcalá de Henares.
Creada el 13 de mayo de 2005, tras la reordenación de líneas interurbanas nocturnas, anteriormente recibía la numeración N22 y fue ampliada el 31 de enero de 2020 dando servicio a Meco.
Debido la gran cantidad de habitantes de los municipios que abarca, se trata de una de las líneas interurbanas nocturnas con mayor número de expediciones de todo Madrid.
Cuenta además con refuerzos que duplican los servicios en las horas de la noche con más volumen de viajeros. Generalmente refuerzan el tramo completo de la línea pero algunos sólo llegan al Barrio de La Zarzuela en Torrejón de Ardoz.
Las expediciones que dan servicio a Meco se tratan de una prolongación de la línea, cubriendo también las residencias del Hospital Universitario Príncipe de Asturias, y que realizan un recorrido idéntico a la línea 250 y añaden aproximadamente 30 minutos al trayecto para un total de 1h y 10 minutos.
Las noches de viernes, sábados y vísperas de festivo la línea realiza un notable incremento de expediciones, pero curiosamente las expediciones que prestan servicio a Meco no se ven alteradas. Todos los días de la semana se realizan el mismo número de expediciones entre Madrid y Meco a las mismas horas, siendo los refuerzos pensados para Torrejón de Ardoz y Alcalá de Henares.
Al igual que el resto de líneas interurbanas nocturnas, la línea N202 tiene su salida y llegada en el Intercambiador de Avenida de América en superficie, puesto que la zona subterránea no presta servicio de autobuses durante la noche.
Al igual que en otras líneas interurbanas nocturnas, en los carteles electrónicos se omite la N de la numeración, quedando los carteles con tan sólo el número 202.
Siguiendo la numeración de líneas del CRTM, las líneas que circulan por el corredor 2 son aquellas que dan servicio a los municipios situados en torno a la A-2 y comienzan con un 2.
La línea mantiene los mismos horarios todo el año (exceptuando las vísperas de festivo y festivos de Navidad).
Está operada por la empresa ALSA mediante la concesión administrativa VCM-202 - Madrid - Torrejón de Ardoz - Alcalá de Henares - Meco (Viajeros Comunidad de Madrid) del Consorcio Regional de Transportes de Madrid.
1. ↑  «Nuevas líneas nocturnas». Consorcio Regional de Transportes de Madrid. Archivado desde el original el 27 de abril de 2006. Consultado el 24 de mayo de 2024.
2. ↑  «Amplíamos la red de líneas nocturnas en todos los municipios de más de 10.000 habitantes». www.comunidad.madrid. Consultado el 17 de diciembre de 2023.
3. ↑  «La red de autobuses nocturnos de la Comunidad se amplía con nuevas líneas». madridmobilite.com. Consultado el 17 de diciembre de 2023.

### Sublíneas
Aquí se recogen todas las distintas sublíneas que ha tenido la línea N202. La denominación de sublíneas que utiliza el CRTM es la siguiente:
- Número de línea (N202)
- Sentido de circulación (1 ida, 2 vuelta)
- Número de sublínea

Por ejemplo, la sublínea N202102 corresponde a la línea N202, sentido 1 (ida) y el número 02 de numeración de sublíneas creadas hasta la fecha.
| Ida     | Ruta | Itinerario                        | Vuelta  | Ruta                            | Itinerario                        |
| N202101 | -    | Madrid - Torrejón - Alcalá        | N202201 | -                               | Alcalá - Torrejón - Madrid        |
| N202102 | z    | Madrid - Torrejón (La Zarzuela)   | N202202 | No existe la ruta "z" de vuelta | No existe la ruta "z" de vuelta   |
| N202103 | m    | Madrid - Torrejón - Alcalá - Meco | N202203 | m                               | Meco - Alcalá - Torrejón - Madrid |

## Horarios
| Noches de domingo a jueves y festivos            |                            |                            |                            |                            |                            |                            |                            |
| Madrid > Torrejón > Alcalá                       | Madrid > Torrejón > Alcalá | Madrid > Torrejón > Alcalá | Madrid > Torrejón > Alcalá | Alcalá > Torrejón > Madrid | Alcalá > Torrejón > Madrid | Alcalá > Torrejón > Madrid | Alcalá > Torrejón > Madrid |
| Madrid                                           | Torrejón                   | Alcalá                     | Meco                       | Meco                       | Alcalá                     | Torrejón                   | Madrid                     |
| 00:30                                            | 00:50                      | 01:10                      |                            |                            | 00:00                      | 00:20                      | 00:40                      |
| 00:30                                            | 00:50                      | 01:10                      | 00:00                      | 00:20                      | 00:40                      |                            |                            |
| 00:30                                            | 00:50                      |                            |                            | 00:00                      | 00:30                      | 00:50                      | 01:10                      |
| 01:00                                            | 01:20                      | 01:40                      |                            |                            | 01:00                      | 01:20                      | 01:40                      |
| 01:00                                            | 01:20                      | 01:40                      | 01:00                      | 01:30                      | 01:50                      | 02:10                      |                            |
| 01:00                                            | 01:20                      |                            |                            |                            | 02:00                      | 02:20                      | 02:40                      |
| 01:30                                            | 01:50                      | 02:10                      | 02:40                      | 03:00                      | 03:20                      | 03:40                      |                            |
| 02:00                                            | 02:20                      | 02:40                      |                            | 03:00                      | 03:30                      | 03:50                      | 04:10                      |
| 02:30                                            | 02:50                      | 03:10                      | 03:40                      |                            | 04:00                      | 04:20                      | 04:40                      |
| 03:00                                            | 03:20                      | 03:40                      |                            | 04:00                      | 04:30                      | 04:50                      | 05:10                      |
| 04:00                                            | 04:20                      | 04:40                      |                            |                            |                            |                            |                            |
| 04:30                                            | 04:50                      | 05:10                      | 05:40                      |                            |                            |                            |                            |
| 05:00                                            | 05:20                      | 05:40                      |                            |                            |                            |                            |                            |
| 05:30                                            | 05:50                      | 06:10                      | 06:40                      |                            |                            |                            |                            |
| Noches de viernes, sábados y vísperas de festivo |                            |                            |                            |                            |                            |                            |                            |
| Madrid > Torrejón > Alcalá                       | Madrid > Torrejón > Alcalá | Madrid > Torrejón > Alcalá | Madrid > Torrejón > Alcalá | Alcalá > Torrejón > Madrid | Alcalá > Torrejón > Madrid | Alcalá > Torrejón > Madrid | Alcalá > Torrejón > Madrid |
| Madrid                                           | Torrejón                   | Alcalá                     | Meco                       | Meco                       | Alcalá                     | Torrejón                   | Madrid                     |
| 00:20                                            | 00:40                      | 01:00                      |                            |                            | 23:30                      | 23:50                      | 00:10                      |
| 00:20                                            | 00:40                      | 01:00                      | 23:30                      | 23:50                      | 00:10                      |                            |                            |
| 00:20                                            | 00:40                      |                            |                            | 00:00                      | 00:20                      | 00:40                      |                            |
| 00:40                                            | 01:00                      | 01:20                      |                            | 00:00                      | 00:20                      | 00:40                      |                            |
| 00:40                                            | 01:00                      | 01:20                      | 00:00                      | 00:30                      | 00:50                      | 01:10                      |                            |
| 00:40                                            | 01:00                      |                            |                            |                            | 01:00                      | 01:20                      | 01:40                      |
| 01:00                                            | 01:20                      | 01:40                      |                            | 01:00                      | 01:20                      | 01:40                      |                            |
| 01:00                                            | 01:20                      | 01:40                      | 01:00                      | 01:30                      | 01:50                      | 02:10                      |                            |
| 01:30                                            | 01:50                      | 02:10                      |                            | 02:00                      | 02:20                      | 02:40                      |                            |
| 01:30                                            | 01:50                      | 02:10                      | 02:40                      | 03:00                      | 03:20                      | 03:40                      |                            |
| 02:00                                            | 02:20                      | 02:40                      |                            | 03:00                      | 03:20                      | 03:40                      |                            |
| 02:00                                            | 02:20                      | 02:40                      | 03:00                      | 03:30                      | 03:50                      | 04:10                      |                            |
| 02:30                                            | 02:50                      | 03:10                      | 03:40                      |                            | 04:00                      | 04:20                      | 04:40                      |
| 03:00                                            | 03:20                      | 03:40                      |                            | 04:00                      | 04:30                      | 04:50                      | 05:10                      |
| 04:00                                            | 04:20                      | 04:40                      |                            | 05:00                      | 05:20                      | 05:40                      |                            |
| 04:00                                            | 04:20                      | 04:40                      | 05:00                      | 05:20                      | 05:40                      |                            |                            |
| 04:30                                            | 04:50                      | 05:10                      | 05:40                      |                            |                            |                            |                            |
| 05:00                                            | 05:20                      | 05:40                      |                            |                            |                            |                            |                            |
| 05:30                                            | 05:50                      | 06:10                      | 06:40                      |                            |                            |                            |                            |
| 06:00                                            | 06:20                      | 06:40                      |                            |                            |                            |                            |                            |
| 06:00                                            | 06:20                      | 06:40                      |                            |                            |                            |                            |                            |

1. 1 2 3  Refuerzo sólo de lunes a jueves
2. 1 2 3 4  Hasta Torrejón de Ardoz, Barrio de La Zarzuela
3. 1 2  Sólo domingos
4. 1 2 3 4 5 6 7 8 9 10 11 12 13 14 15 16  Hasta/desde Meco
5. 1 2  Refuerzo viernes
6. 1 2 3 4 5 6 7 8 9 10  Refuerzo
7. 1 2  Refuerzo sábados

## Recorrido y paradas

### Sentido Alcalá de Henares
| Código                                                       | Zona | Localidad               | Denominación                                               | Ubicación                        | Líneas de la parada                                                     | Metro / Cercanías  |
| ------------------------------------------------------------ | ---- | ----------------------- | ---------------------------------------------------------- | -------------------------------- | ----------------------------------------------------------------------- | ------------------ |
| 1279                                                         |      | Madrid                  | Avenida de América - Calle de Francisco Silvela            | Avenida de América Nº2           | 72 200 N4 261 282 N202                                                  | Avenida de América |
| 1284                                                         |      | Madrid                  | Avenida de América - Calle de Arturo Soria                 | A-2 km. 5,4                      | 115 200 N4 222 223 224 224A 226 227 229 281 282 283 284 N202 VAC-243    |                    |
| 5617                                                         |      | Madrid                  | Canillejas                                                 | Calle de Josefa Valcárcel Nº152  | 165 200 N4 222 223 224 224A 226 227 229 261281 282 283 284 N202 VAC-243 | Canillejas         |
| 07205                                                        |      | Madrid                  | Carretera A-2 - Polígono Industrial Las Mercedes           | Avenida de Aragón Nº328          | 88 222 223 224 224A 226 227 229 281 282 283 284 N202 VAC-243            |                    |
| 07207                                                        |      | Madrid                  | Carretera A-2 - Colonia Fin de Semana                      | Avenida de Aragón Nº374          | 222 223 224 224A 226 227 229 281 282 283 284 N202 VAC-243               |                    |
| 07208                                                        |      | Madrid                  | Carretera A-2 - Hotel                                      | Avenida de Aragón Nº400          | 88 222 223 224 224A 226 227 229 281 282 283 284 N202 VAC-243            |                    |
| 07209                                                        |      | Madrid                  | Carretera A-2 - Pegaso City                                | Avenida de Aragón km. 14,1       | 88 222 223 224 224A 226 227 229 281 282 283 284 N202 VAC-243            |                    |
| 07212                                                        |      | San Fernando de Henares | Avenida de Castilla - Parque Empresarial San Fernando      | Avenida de Castilla Nº2          | 223 224 N202 VAC-2431                                                   |                    |
| 17802                                                        |      | San Fernando de Henares | Avenida de Castilla - Calle de la Sierra de Gata           | Avenida de Castilla Nº10         | 223 224 N202 1                                                          |                    |
| 07228                                                        |      | San Fernando de Henares | Avenida de Castilla - Cuatro Mares                         | Avenida de Castilla Nº22         | 223 224 N202 1                                                          |                    |
| 07229                                                        |      | San Fernando de Henares | Avenida de Castilla - Calle de los Picos de Europa         | Avenida de Castilla Nº38         | 223 224 N202 VAC-243                                                    |                    |
| 10892                                                        |      | Torrejón de Ardoz       | Avenida de la Constitución - Avenida de las Fronteras      | Avenida de la Constitución Nº26  | 215 220 223 224 251 340 824 N202 1A 2 3 4 5A                            |                    |
| 15082                                                        |      | Torrejón de Ardoz       | Avenida de la Constitución - Estación de Torrejón de Ardoz | Avenida de la Constitución Nº13  | 15082 A 223 224 340 824 N202 2 3 15082 B 1A 5A                          | Torrejón de Ardoz  |
| 06946                                                        |      | Torrejón de Ardoz       | Avenida de la Constitución - Carretera de Loeches          | Avenida de la Constitución Nº86  | 223 224 824 N202 6                                                      |                    |
| 10896                                                        |      | Torrejón de Ardoz       | Avenida de la Constitución - Calle de Roma                 | Avenida de la Constitución Nº151 | 224 824 N202 6                                                          |                    |
| 06942                                                        |      | Torrejón de Ardoz       | Avenida de la Constitución - Calle de Budapest             | Avenida de la Constitución Nº128 | 223 224 824 N202 6                                                      |                    |
| 06940                                                        |      | Torrejón de Ardoz       | Avenida de la Constitución - Calle de Juncal               | Avenida de la Constitución Nº148 | 223 224 824 N202 6                                                      |                    |
| 10074                                                        |      | Torrejón de Ardoz       | Avenida de la Constitución - Avenida Descubrimientos       | Avenida de la Constitución Nº186 | 223 224 824 N202 1B 6                                                   |                    |
| 10075                                                        |      | Torrejón de Ardoz       | Avenida de la Constitución - Barrio de La Zarzuela         | Avenida de la Constitución Nº210 | 223 224 824 N202 1B 6                                                   |                    |
| Los recorridos hasta el Barrio de La Zarzuela finalizan aquí |      |                         |                                                            |                                  |                                                                         |                    |
| 20903                                                        |      | Torrejón de Ardoz       | Avenida de la Constitución - Paseo de la Democracia        | Avenida de la Constitución Nº236 | 224 824 N202 1B 6                                                       |                    |
| 18656                                                        |      | Torrejón de Ardoz       | Avenida de la Constitución - Paseo de la Concordia         | Avenida de la Constitución Nº258 | 223 824 N202 6                                                          |                    |
| 21207                                                        |      | Torrejón de Ardoz       | Avenida de la Constitución - Calle de Mijaíl Gorbachov     | Avenida de la Constitución Nº268 | 223 824 N202                                                            |                    |
| 07215                                                        |      | Alcalá de Henares       | Carretera M-300 - Ibelsa                                   | M-300 km. 29,1                   | 223 229 824 N202                                                        |                    |
| 11428                                                        |      | Alcalá de Henares       | Avenida de Madrid - Polígono Industrial Juncal             | M-300 km. 28,7                   | 223 229 824 N202                                                        |                    |
| 07216                                                        |      | Alcalá de Henares       | Avenida de Madrid - Liade                                  | Avenida de Madrid Nº36           | 223 824 N202                                                            |                    |
| 07217                                                        |      | Alcalá de Henares       | Avenida de Madrid - Plaza Puerta de Madrid                 | Avenida de Madrid Nº28           | 222 223 824 N202                                                        |                    |
| 12250                                                        |      | Alcalá de Henares       | Calle Vía Complutense - Colegio                            | Calle Vía Complutense Nº21       | 12250 A 824 2 5 10 11 12250 B 223 N202                                  |                    |
| 12243                                                        |      | Alcalá de Henares       | Calle Vía Complutense - Calle de Brihuega                  | Calle Vía Complutense Nº40       | 222 824 N202 10 11                                                      |                    |
| 12785                                                        |      | Alcalá de Henares       | Vía Complutense - Calle Tuy                                | Vía Complutense Nº78             | 223 231 232 251 252 254 255 824 FS2 N200 N202 11                        |                    |
| 12783                                                        |      | Alcalá de Henares       | Vía Complutense - Calle Barrio Ledesma                     | Vía Complutense Nº118            | 223231232251252254255824 FS2 N200N202 11                                |                    |
| Paradas realizadas por los servicios que continúan a Meco    |      |                         |                                                            |                                  |                                                                         |                    |
| 07063                                                        |      | Alcalá de Henares       | Avenida de Meco - Centro Deportivo Militar                 | Rotonda Brigada Paracaidista Nº1 | 250 824 N202 1B 2 3                                                     |                    |
| 19152                                                        |      | Alcalá de Henares       | Hospital - Residencias Universitarias                      | Carretera de Meco km. 0,6        | 250 N202 1B 3                                                           |                    |
| 11788                                                        |      | Alcalá de Henares       | Carretera M-121 - Biblioteca Nacional                      | Carretera de Meco km. 1,8        | 250 N202                                                                |                    |
| 07074                                                        |      | Alcalá de Henares       | Carretera M-121 - Ministerio de Educación                  | Carretera de Meco km. 2          | 250 N202                                                                |                    |
| 07076                                                        |      | Alcalá de Henares       | Carretera M-121 - Cruce Prisión de Alcalá Meco             | Carretera de Meco km. 2,1        | 222 250 N202                                                            |                    |
| 06530                                                        |      | Alcalá de Henares       | Carretera M-121 - Cruce Prisión Militar                    | Carretera de Meco km. 2,8        | 250 N202                                                                |                    |
| 20227                                                        |      | Meco                    | Avenida de la Unión Europea - Calle de Lituania            | Avenida de la Unión Europea Nº34 | 222 250 N202                                                            |                    |
| 20226                                                        |      | Meco                    | Calle Grecia - Paseo de Maastricht                         | Calle Grecia Nº5                 | 222 250 N202                                                            |                    |
| 11767                                                        |      | Meco                    | Avenida del Olivo - Calle de la Cabeza de Hierro           | Avenida del Olivo Nº1D           | 222 250 N202                                                            |                    |
| 11774                                                        |      | Meco                    | Avenida del Olivo - Calle Somosierra                       | Avenida del Olivo Nº18           | 222 250 N202                                                            |                    |
| 11782                                                        |      | Meco                    | Avenida del Olivo - Calle Cotos                            | Avenida del Olivo Nº2            | 222 250 N202                                                            |                    |
| 06536                                                        |      | Meco                    | Avenida del Olivo - Avenida de la Luz                      | Avenida del Olivo Nº2            | 222 250 N202                                                            |                    |
| 16436                                                        |      | Meco                    | Avenida de la Industria - Calle del Río Manzanares         | Avenida de la Industria Nº15     | 250 N202                                                                |                    |
| 16433                                                        |      | Meco                    | Avenida de Cervantes - Camino Bujes                        | Avenida de Cervantes Nº47        | 250 N202                                                                |                    |
| 10060                                                        |      | Meco                    | Avenida de Cervantes - Camino de Valdeavero                | Avenida de Cervantes Nº15B       | 250 N202                                                                |                    |
| 16431                                                        |      | Meco                    | Avenida de Cervantes - Calle de Valle Inclán               | Avenida de Cervantes Nº7A        | 250 N202                                                                |                    |
| 20675                                                        |      | Meco                    | Avenida de la Unión Europea - Calle de Francia             | Avenida de la Unión Europea Nº2  | 250 N202                                                                |                    |
| 20677                                                        |      | Meco                    | Avenida de la Unión Europea - Carretera de Camarma         | Avenida de la Unión Europea Nº34 | 250 N202                                                                |                    |
| 20786                                                        |      | Meco                    | Carretera de Camarma - Polideportivo Villa de Meco         | Carretera de Camarma Nº2         | 250 N202                                                                |                    |

1. ↑  A efectos de numeración, para las líneas de la EMT ésta es la parada 5788, a efectos de nomenclatura, para las líneas de la EMT esta parada se llama Intercambiador de Avenida de América
2. ↑  A efectos de nomenclatura, para las líneas de la EMT esta parada se llama Puente de la CEA
3. 1 2 3 4 5 6 7 8 9  Sólo permite la subida de viajeros
4. ↑  A efectos de nomenclatura, para las líneas de la EMT esta parada se llama Avenida de Aragón - Calle de Campezo
5. ↑  A efectos de nomenclatura, para las líneas de la EMT esta parada se llama Avenida de Aragón - Calle del Ingeniero Torres Quevedo
6. ↑  A efectos de nomenclatura, para las líneas de la EMT esta parada se llama Avenida de Aragón - Parque Empresarial Pegaso
7. 1 2 3 4 5 6 7 8  Sólo permite el descenso de viajeros

### Sentido Madrid (Avenida de América)
| Código                                                    | Zona | Localidad               | Denominación                                             | Ubicación                        | Líneas de la parada                                                  | Metro / Cercanías  |
| --------------------------------------------------------- | ---- | ----------------------- | -------------------------------------------------------- | -------------------------------- | -------------------------------------------------------------------- | ------------------ |
| Paradas realizadas por los servicios que proceden de Meco |      |                         |                                                          |                                  |                                                                      |                    |
| 20786                                                     |      | Meco                    | Carretera de Camarma - Polideportivo Villa de Meco       | Carretera de Camarma Nº2         | 250 N202                                                             |                    |
| 20678                                                     |      | Meco                    | Avenida de la Unión Europea - Carretera de Camarma       | Avenida de la Unión Europea Nº34 | 250 N202                                                             |                    |
| 20676                                                     |      | Meco                    | Avenida de la Unión Europea - Calle de Francia           | Avenida de la Unión Europea Nº1  | 250 N202                                                             |                    |
| 16430                                                     |      | Meco                    | Avenida de Cervantes - Camino de Carrevillar             | Avenida de Cervantes Nº7C        | 250 N202                                                             |                    |
| 12313                                                     |      | Meco                    | Avenida de Cervantes - Camino de Valdeavero              | Avenida de Cervantes Nº18        | 250 N202                                                             |                    |
| 16432                                                     |      | Meco                    | Avenida de Cervantes - Calle Quevedo                     | Avenida de Cervantes Nº50        | 250 N202                                                             |                    |
| 16434                                                     |      | Meco                    | Avenida de la Industria - Calle de Valdelacueva          | Avenida de la Industria Nº15     | 250 N202                                                             |                    |
| 06537                                                     |      | Meco                    | Avenida del Olivo - Avenida de la Luz                    | Avenida del Olivo Nº2            | 222 250 N202                                                         |                    |
| 11783                                                     |      | Meco                    | Avenida del Olivo - Paseo del Sol                        | Avenida del Olivo Nº2            | 222 250 N202                                                         |                    |
| 11781                                                     |      | Meco                    | Avenida del Olivo - Calle del Pinar                      | Avenida del Olivo Nº20           | 222 250 N202                                                         |                    |
| 11766                                                     |      | Meco                    | Avenida del Olivo - Calle de Pablo Picasso               | Avenida del Olivo Nº1D           | 222 250 N202                                                         |                    |
| 20225                                                     |      | Meco                    | Calle Grecia - Calle Chipre                              | Calle Grecia Nº1                 | 222 250 N202                                                         |                    |
| 20228                                                     |      | Meco                    | Avenida de la Unión Europea - Calle de Lituania          | Avenida de la Unión Europea Nº34 | 222 250 N202                                                         |                    |
| 06531                                                     |      | Alcalá de Henares       | Carretera M-121 - Cruce Prisión Militar                  | Carretera de Meco km. 2,8        | 250 N202                                                             |                    |
| 07075                                                     |      | Alcalá de Henares       | Carretera M-121 - Cruce Prisión de Alcalá Meco           | Carretera de Meco km. 2,2        | 222 250 N202                                                         |                    |
| 19151                                                     |      | Alcalá de Henares       | Hospital - Residencias Universitarias                    | Carretera de Meco km. 0,6        | 250 N202 1A 3                                                        |                    |
| 07066                                                     |      | Alcalá de Henares       | Calle de Severo Ochoa - Calle Barberán y Collar          | Calle de Severo Ochoa S/Nº       | 250 N202 1A 2 3                                                      |                    |
| Paradas del itinerario normal                             |      |                         |                                                          |                                  |                                                                      |                    |
| 12782                                                     |      | Alcalá de Henares       | Vía Complutense - Calle Barrio Ledesma                   | Vía Complutense Nº111            | 223 231 232 251 252 254 255 824 FS2 N200 N202 11                     |                    |
| 12784                                                     |      | Alcalá de Henares       | Vía Complutense - Calle Tuy                              | Vía Complutense Nº103            | 223 231 232 251 252 254 255 824 FS2 N200 N202 11                     |                    |
| 19416                                                     |      | Alcalá de Henares       | Vía Complutense - Calle de Brihuega                      | Vía Complutense Nº51             | 223 231 232 251 252 254 255 FS2 N200 N202                            |                    |
| 12261                                                     |      | Alcalá de Henares       | Vía Complutense - Calle del Pintor Picasso               | Vía Complutense Nº21             | 223 824 N202                                                         |                    |
| 11262                                                     |      | Alcalá de Henares       | Avenida del Ejército - Plaza Puerta de Madrid            | Avenida del Ejército Nº1         | 223 824 N202                                                         |                    |
| 07226                                                     |      | Alcalá de Henares       | Avenida del Ejército - Liade                             | Avenida del Ejército Nº2         | 223 824 N202                                                         |                    |
| 07227                                                     |      | Alcalá de Henares       | Carretera M-300 - Ibelsa                                 | Carretera M-300 km. 27,6         | 223 229 824 N202                                                     |                    |
| 21208                                                     |      | Torrejón de Ardoz       | Avenida de la Constitución - Calle de Jimmy Carter       | Avenida de la Constitución Nº268 | 223 824 N202                                                         |                    |
| 18655                                                     |      | Torrejón de Ardoz       | Avenida de la Constitución - Paseo de la Concordia       | Avenida de la Constitución Nº258 | 223 824 N202 6                                                       |                    |
| 20902                                                     |      | Torrejón de Ardoz       | Avenida de la Constitución - Calle de Mahatma Gandhi     | Avenida de la Constitución Nº229 | 224 824 N202 1A 6                                                    |                    |
| 10072                                                     |      | Torrejón de Ardoz       | Avenida de la Constitución - Barrio de La Zarzuela       | Avenida de la Constitución Nº219 | 223 224 824 N202 1A 6                                                |                    |
| 10073                                                     |      | Torrejón de Ardoz       | Avenida de la Constitución - Avenida Descubrimientos     | Avenida de la Constitución Nº186 | 223 224 824 N202 1A 6                                                |                    |
| 06939                                                     |      | Torrejón de Ardoz       | Avenida de la Constitución - Calle de Juncal             | Avenida de la Constitución Nº203 | 223 224 824 N202 6                                                   |                    |
| 06941                                                     |      | Torrejón de Ardoz       | Avenida de la Constitución - Calle de Budapest           | Avenida de la Constitución Nº169 | 223 224 824 N202 6                                                   |                    |
| 07231                                                     |      | Torrejón de Ardoz       | Avenida de la Constitución - Calle de Roma               | Avenida de la Constitución Nº143 | 223 224 824 N202 6                                                   |                    |
| 06912                                                     |      | Torrejón de Ardoz       | Avenida de la Constitución - Calle Cantalarrana          | Avenida de la Constitución Nº59  | 824 N202 1B 2 3 5B 6                                                 |                    |
| 15442                                                     |      | Torrejón de Ardoz       | Terminal Plaza de España - Estación de Torrejón de Ardoz | Plaza de España Nº7              | 223 224 N202                                                         | Torrejón de Ardoz  |
| 06903                                                     |      | Torrejón de Ardoz       | Avenida de las Fronteras - Calle de Madrid               | Avenida de las Fronteras Nº16    | 215 223 224 224A 251 252 261824 N202 VAC-022VAC-2431B 4 5B           |                    |
| 07239                                                     |      | San Fernando de Henares | Carretera A-2 - Parque Empresarial San Fernando          | Carretera de INTA Nº200          | 222 223 224 224A 226 227 229 N202 VAC-243                            |                    |
| 07299                                                     |      | Madrid                  | Carretera A-2 - Pegaso City                              | Avenida de Aragón km. 14         | 222 223 224 224A 226 227 229 281 282 283 284 N202 VAC-243            |                    |
| 07300                                                     |      | Madrid                  | Carretera A-2 - Hotel                                    | Avenida de Aragón km. 13,3       | 222 223 224 224A 226 227 229 281 282 283 284 N202 VAC-243            |                    |
| 07301                                                     |      | Madrid                  | Carretera A-2 - Colonia Fin de Semana                    | Avenida de Aragón S/N.º          | 222 223 224 224A 226 227 229 281 282 283 284 N202 VAC-243            |                    |
| 07302                                                     |      | Madrid                  | Carretera A-2 - Barrio del Aeropuerto                    | Calle de Salinas de Rosío Nº37   | 222 223 224 224A 226 227 229 281 282 283 284 N202 VAC-243            |                    |
| 07312                                                     |      | Madrid                  | Carretera A-2 - Instituto                                | Avenida de Aragón km. 10         | 222 223 224 224A 226 227 229 281 282 283 284 N202 VAC-243            |                    |
| 07313                                                     |      | Madrid                  | Avenida de América - Canillejas                          | Avenida de Logroño Nº4           | 222 223 224 224A 226 227 229 261281 282 283 284 N202 VAC-243         | Canillejas         |
| 1287                                                      |      | Madrid                  | Avenida de América - Parque Conde de Orgaz               | Avenida de América km. 6,4       | 115 222 223 224 224A 226 227 229 282 283 N202 VAC-243                |                    |
| 1285                                                      |      | Madrid                  | Avenida de América - Calle de Arturo Soria               | Avenida de América km. 6,4       | 115 200 222 223 224 224A 226 227 229 261281 282 283 284 N202 VAC-243 |                    |
| 1283                                                      |      | Madrid                  | Avenida de América - Parque de las Avenidas              | Avenida de América Nº54          | 114 115 N4 222 223 224 224A 226 227 229 281 282 283 284 N202 VAC-243 |                    |
| 1280                                                      |      | Madrid                  | Avenida de América - Calle de Francisco Silvela          | Avenida de América Nº9A          | 72 N4 261 282 N202                                                   | Avenida de América |

1. 1 2 3 4 5 6 7 8 9 10 11 12 13  Sólo permite el descenso de viajeros
2. 1 2  Sólo permite la subida de viajeros
3. ↑  A efectos de nomenclatura, para las líneas de la EMT esta parada se llama Puente de la CEA
4. ↑  A efectos de nomenclatura, para las líneas de la EMT esta parada se llama Intercambiador de Avenida de América